# Gondioc
Gondioc (también llamado Gundioc, Gundowech, Condioc) (? - fallecido en 473) fue un rey de los burgundios que accedió al trono tras la destrucción de Worms por los hunos en el año 436, sucediendo a su padre Gundahario muerto en esa batalla.

## Biografía
Según la Lex Gundobada, el abuelo del rey burgundio Gundobado habría sido Gundahario, quien, por lo tanto, sería el padre de Gundioc. Según Gregorio de Tours, Gundioc pertenecía a la familia de Atanarico, rey de los visigodos; es improbable que haya un hijo varón, por lo que el historiador Sécretan propuso reconciliar las dos informaciones asumiendo que se había casado con la hermana de Ricimero.
Sucedió a su padre Gundecario en 436 y reinó sobre los burgundios junto con su hermano, Chilperico I. Fue aliado de los visigodos .
Durante el reinado de Gundioc, entre 443 y 447 , Aecio asentó a los burgundios como foederati en Sapaudia o Sabaudia (cuenca alta del Ródano) y en el oeste de Suiza para amortiguar la creciente fuerza de los alemani. En 451 los burgundios, a las órdenes de Gondioc, lucharon en la Batalla de los Campos Cataláunicos contra los hunos de Atila.
Tras la muerte de Aecio (454), el nuevo magister militum del imperio, Ricimero, casó a su hermana con Gondioc para lograr un equilibrio de poder en la Galia.
En 456, por orden del emperador Avito, Gondioc envió refuerzos para la campaña visigoda de Teodorico II contra el rey de los suevos Requiario en Hispania; obtuvo, a cambio, la expansión de los territorios burgundios por el valle del Ródano.
En 456, a la muerte del emperador Avito, los burgundios aprovecharon la debilidad imperial para ampliar sus dominios hacia el sur. Gondioc fue reclamado por los habitantes rebeldes de Lyon, que abrieron las puertas a los invasores. En el mismo año, su hermano Chilperico I es coronado rey. El nuevo emperador Mayoriano, elegido el 1 de abril 457, luchó contra los burgundios y los visigodos de Teodorico II, que no habían reconocido la elección, y los venció, tomando Lyon. Después de vencer a Teodorico II en Arlés, en 459, Mayoriano impuso la paz a visigodos y burgundios.
Después del asesinato de Mayoriano en 461, Gondioc reanudó su política de conquistas. En 461 convirtió a Lyon en su nueva capital, tomando posesión de las provincias de Lugdunensis I (ahora Borgoña) y Viennensis (valle del Ródano, 463). A nivel doméstico, gobernó sus amplios territorios observando una separación estricta entre burgundios (administración militar) y nativos (administración civil).
El emperador Libio Severo, sucesor de Mayoriano y títere del general Ricimero (quien probablemente era cuñado de Gundioc, como más arriba se apuntó), volvió a reconocer la categoría de los borgoñones como foederati, aceptando además la expansión de su territorio hacia el sur más allá del valle de la Drôme, hasta llegar al valle del Durance. Entre 461 y 465, Gundioc llegó a ostentar el rango de magister militum del Imperio Romano de Occidente.; en 463 es mencionado este hecho en una carta del Papa Hilario. Este título le llegó estando en Vienne, y es posible que le fuese concedido por haber impedido que Egidio, magister militum del emperador Mayoriano, marchara sobre Italia por el asesinato de su mano derecha Ricimero y la elevación de Libio Severo como emperador (461).
En 471 y 472, Gundioc fue aliado del Imperio Romano en la defensa de Clermont contra los visigodos.
Ricimero le hizo en 463 su Magister militum Galliarum, asociaciones de Borgoña fueron colocadas por los romanos en Aviñón y Embrun .

## Sucesión
Gondioc se casó con la hermana de Requiario, rey de los suevos, y de Ricimero, Magister militum del Imperio romano de Occidente., Tuvo cuatro hijos: Gundebaldo, Chilperico, Gundomaro y Godegisilo. 
Gundebaldo, hijo de Gondioc, sucedió a su tío Ricimero en el 472 como Magister militum,una indicación más de la creciente importancia estratégica de los burgundios. Pero abdicó después de la muerte de su padre al año siguiente.
A su muerte circa 473 Gondioc fue sucedido por su hermano Chilperico I que asumió el poder real completo. 
De acuerdo con una investigación anterior el reino se dividió entre sus hijos, que se unieron por su tío. Esto se ha puesto en duda en investigaciones recientes, porque existe una falta de evidencia confiable; las fechas de muerte exactas de los hijos de Gundioch tampoco están claras. Ahora se supone que tanto Godomar como Chilperico II ya habían muerto en 477 y solo Godegisel y Gundobad compartían el reino.